# Daniel Defoe
Daniel Defoe, angleški pisatelj, * ok. 1660, Stoke Newington, okrožje Londona, Anglija, † 24. april 1731, London.
Daniel Defoe se je rodil v Angliji, leta 1659 v londonskem okrožju. Njegov oče je bil premožen svečar. Mladega Daniela je pri trinajstih letih poslal v šole, saj je upal, da bo sin postal duhovnik. Med svojim šolanjem na Akademiji v Londonu je Defoe imel sošolca po imenu Timothy Crusoe, ki naj bi dal ime junaku v romanu. Kasneje je leta 1678 opustil šolo in postal trgovec, lastnik ladij, politik, časnikar in poklicni pisatelj. Leta 1689 je izdal prvo knjigo in takrat se je tudi začel podpisovati Defoe ker mu je tako bolj imenitno zvenelo. Do konca življenja napisal okoli 300 romanov.
Leta 1684 se je poročil z Mary Tuffley. Rodila mu je osem otrok. Kasneje je postal izvrsten časnikar in si pridobil ime »oče sodobnega časnikarstva«. Vsa svoja pripovedna besedila je spisal po svojem šestdesetem letu. Prvo med temi besedili je bil Robinson Crusoe, nato pa še številna druga dela.
Zadnja leta so pisatelju močno zagrenile bolezen ter denarne in družinske težave. Umrl je 24. aprila 1731.

## Delo
Prevedena dela v slovenščino:
- Robinson Crusoe (1719)
- Zgode in nezgode znamenite Moll Flanders (1722)
- Polkovnik Jack (1722)
- Spomini na leto kuge (1722)
- Roksana (1724)

Neprevedena dela:
- The Apparition of Mrs Veal (1706)
- The Ghost of Dorothy Dingley
- The Magician
- The Farther Adventures of Robinson Crusoe (1719)
- Tales of Piracy, Crime and Ghosts (1745)